# Marylise Lebranchu
Pour les articles homonymes, voir Lebranchu.
Marylise Lebranchu, née Perrault le 25 avril 1947 à Loudéac (Côtes-du-Nord), est une femme politique française membre du Parti socialiste.
Elle est maire de Morlaix de 1995 à 1997, députée à l'Assemblée nationale en 1997, secrétaire d'État à l'Économie entre 1997 et 2000 et garde des Sceaux et ministre de la Justice entre 2000 et 2002. Redevenue députée à cette date, elle est nommée en 2012 ministre de la Réforme de l'État, de la Décentralisation et de la Fonction publique. Elle perd le 3 juin 2014 le portefeuille de la réforme de l'État au profit du secrétaire d'État Thierry Mandon.

## Biographie

### Enfance et formation
Elle est née le 25 avril 1947 à Loudéac.
À 16 ans en 1963, Marylise Perrault adhére au PSU dans la section de Loudéac, dirigée par son père, proche d'Antoine Mazier.
Elle obtient un baccalauréat philosophie, intégrant l’EN de Saint-Brieuc à 18 ans. Elle suit une classe préparatoire philosophie-histoire en 1967 au lycée La Bruyère, où elle s’engage à l’UNEF. Ayant intégré l’ENS en septembre 1967, elle est adhérente du PCMLF, investie dans les réseaux Humanité Rouge.

### Études, débuts en politique, enseignement supérieur
Elle fait des études d'histoire et de géographie. Elle obtient une maîtrise d'aménagement du territoire à l'université de Rennes 2 après avoir réalisé un mémoire sur « L'expansion économique d'une commune rurale et ses conséquences » dirigé par Michel Phlipponneau.
Elle entame sa carrière professionnelle comme chargée d'étude à la Société d'économie mixte du Nord-Finistère de 1973 à 1978, puis comme assistante parlementaire du député PS Marie Jacq de 1978 à 1993.
Elle est chargée de cours entre 1990 et 1997, au sein de l'université de Bretagne occidentale (UBO Brest).
Elle est adhérante au PSU entre 1972 et 1975, puis au PS depuis 1977.
En 1993, elle participe avec Martine Aubry à la Fondation Agir contre l'exclusion (Face).

### Années 1990 et 2000: maire et ministre du gouvernement Jospin
Après avoir été conseillère municipale entre 1983 et 1995, elle est élue maire de Morlaix, dans le Finistère en juin 1995. Elle reste deux ans à la tête de la commune bretonne avant d'être appelée à rejoindre le nouveau gouvernement de Lionel Jospin en 1997.

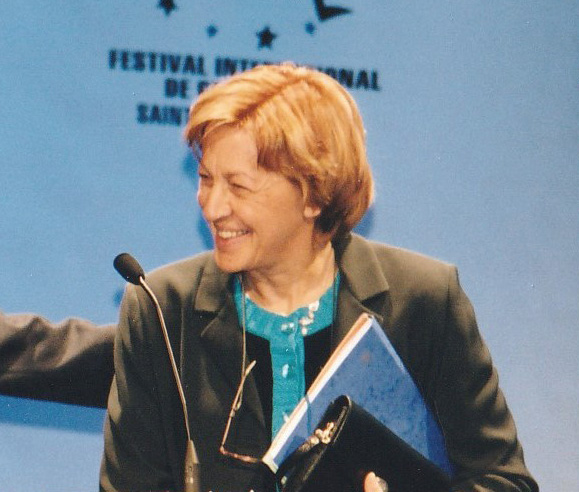
La ministre Marylise Lebranchu au Festival international de géographie en 2000.

Tout d'abord secrétaire d'État aux PME, au commerce, à l'artisanat et à la consommation de 1997 à 2000, elle devient ensuite, ministre de la Justice de 2000 à 2002.
À la Justice, elle s'illustre dans l'affaire des disparues de l'Yonne : estimant qu'elle a méconnu l'étendue de sa compétence en liant sa décision à celle du Conseil supérieur de la magistrature, le Conseil d'État annule l'arrêté de mise à la retraite d'office du procureur Daniel Stilinovic.
Le 30 mars 2001, elle transmet un dossier de demande en révision du procès de Guillaume Seznec, permettant le réexamen de ce dossier.
Elle publie la circulaire française du 6 juin 2001 relative à la durée des audiences, appelée depuis « Circulaire Lebranchu » dans le monde judiciaire.
Elle intègre la direction nationale du PS en décembre 2008.
Elle est également, entre 2004 et 2010, première vice-présidente du Conseil régional de Bretagne.

### Mandats de députée
Elle est élue députée dans la circonscription du Finistère, une première fois en 1997.
Elle est réélue le 16 juin 2002 et le 17 juin 2007 pour un second et un troisième mandat à ce poste.

### Années 2010: de la FNESR aux gouvernements Ayrault et Valls

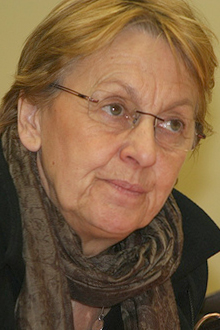
Marylise Lebranchu en 2012.

Elle préside la Fédération nationale des élus socialistes et républicains entre juin 2010 et le 19 juin 2012.
Elle est membre du comité d’honneur de l'Association pour le droit de mourir dans la dignité (ADMD).
Marylise Lebranchu étant reconduite au gouvernement, elle est chargée de s'occuper de la suppression du conseiller territorial. Elle annonce que les élections départementales et régionales seront repoussées en 2015, tandis que les municipales auront lieu en 2014. Elle indique aussi que le mode de scrutin aux régionales ne sera pas changé ; mais que le scrutin départemental sera revisité, estimant que « les « cantons n'existent plus en tant que tel et qu'il faut donc réfléchir à un nouveau mode d'élection ».
Le 2 avril 2014, elle est reconduite dans le gouvernement Valls I en tant que ministre de la Décentralisation, de la Réforme de l'État et de la Fonction publique. Le 3 juin 2014, elle est nommée ministre de la Décentralisation et de la Fonction publique.
Le 21 février 2015, elle reçoit le prix Duguesclin de la société civile bretonne, « récompensant » la personnalité qui a le plus agi contre les intérêts de la Bretagne.
Lors de l'élection régionale de 2015 en Bretagne, elle figure en dernière place de la liste socialiste du Finistère.
Elle soutient Benoît Hamon au second tour de la primaire citoyenne de 2017.
En 2018, elle milite contre la volonté d'indépendance du Crédit Mutuel de Bretagne-Arkéa qui souhaite se désaffilier de la Confédération nationale du Crédit mutuel .

### Vie privée
Elle est mariée à un psychiatre et mère de trois enfants.

## Détail des mandats et fonctions

### Au gouvernement
- 04/06/1997 - 27/03/2000 : secrétaire d’État aux Petites et moyennes entreprises, au Commerce et à l'Artisanat ;
- 27/03/2000 - 18/10/2000 : secrétaire d’État aux Petites et moyennes entreprises, au Commerce, à l'Artisanat et à la Consommation ;
- 18/10/2000 - 05/05/2002 : Garde des Sceaux, ministre de la Justice ;
- 16/05/2012 - 02/04/2014 : ministre de la Réforme de l'État, de la Décentralisation et de la Fonction publique ;
- 02/04/2014 - 03/06/2014 : ministre de la Décentralisation, de la Réforme de l'État et de la Fonction Publique ;
- 03/06/2014 - 11/02/2016 : ministre de la Décentralisation et de la Fonction publique.

### À l'Assemblée nationale
- Du 1er juin 1997 au 4 juillet 1997 : députée de la quatrième circonscription du Finistère[21] ;
- Du 19 juin 2002 au 19 juin 2007 : députée de la quatrième circonscription du Finistère[21] ;
- Du 20 juin 2007 au 16 juin 2012 : députée de la quatrième circonscription du Finistère[21] ;
- Du 27 juin 2007 au 16 juin 2012 : questeure de l'Assemblée Nationale[22] ;
- Du 20 juin 2012 au 21 juillet 2012 : députée de la quatrième circonscription du Finistère[21] ;
- Du 12 mars 2016 au 20 juin 2017 : députée de la quatrième circonscription du Finistère[21],[23].

### Au conseil régional de Bretagne
- Du 16 mars 1986 au 13 décembre 2015 : membre du conseil régional de Bretagne ;
- Du 28 mars 2004 au 26 mars 2010 : première vice-présidente du conseil régional de Bretagne chargée de la politique territoriale et du développement de la démocratie régionale[24].

### Au niveau municipal
- De 1983 à 1995 : conseillère municipale de Morlaix (16 004 hab.), Finistère[24] ;
- De 1995 à 1997 : maire de Morlaix[25] ;
- De 1997 à 2004 : conseillère municipale de Morlaix[26].

### Au niveau intercommunal
- De 1995 à 2003 : présidente de Morlaix Communauté[27].

## Synthèse des résultats électoraux

### Présidence de l'Assemblée nationale
| Année | Groupe | Groupe | 1er tour | 1er tour | 1er tour | Issue  | Adversaire      |
| Année | Groupe | Groupe | Voix     | %        | Rang     | Issue  | Adversaire      |
| ----- | ------ | ------ | -------- | -------- | -------- | ------ | --------------- |
| 2007  |        | SRC    | 216      | 40,68    | 2e       | Battue | Bernard Accoyer |

## Engagement philosophique
Selon l'ouvrage Les Frères invisibles, de Ghislaine Ottenheimer et Renaud Lecadre publié en 2001, Marylise Lebranchu n'a jamais fait mystère de son engagement dans la franc-maçonnerie féminine. Le Figaro indique en 2012 qu'elle ne répond pas à la question de son appartenance ou non à une obédience, et L'Obs la classe en 2013 dans les membres du gouvernement Jean-Marc Ayrault« "Maçons friendly" ou "sans tablier" ».

## Publications
- Être juste, justement, avec Jean Guisnel, éd. Albin Michel, 2001
- Pontaniou les barreaux, éd. La Part commune, 2002
- Brèves de campagne, votre avenir vaut mieux que nos querelles, éd. Descartes, 2008